# Prionotalis friesei
Prionotalis friesei là một loài bướm đêm trong họ Crambidae.